# Kalistraticha
Kalistraticha (ros. Калистратиха) – wieś (sieło) w Rosji, w Kraju Ałtajskim, w rejonie kałmańskim. W 2010 liczyła 708 mieszkańców.